# Super League Vrouwenvoetbal 2015-16
Het seizoen 2015/16 was de eerste editie van de Belgische Super League. De competitie startte in de zomer van 2015 en eindigde in mei 2016 met de zesde opeenvolgende landstitel van Standard.

## Clubs
De Super League is ontstaan in 2015, nadat in het seizoen 2014-15 de Women's BeNe League ophield te bestaan. De bedoeling was dat alle zes Belgische ploegen uit het laatste seizoen van de BeNe League zouden deelnemen aan de eerste editie van de Super League, maar Club Brugge A liet verstek gaan. Wel van de partij waren AA Gent Ladies, Anderlecht, Lierse, OHL en Standard.

### Gepromoveerde clus
Deze vijf ploegen werden aangevuld met drie ploegen van Eerste klasse: kampioen DVC Eva's Tienen, nummer twee DVL Zonhoven (dat verhuisde naar Genk en zich omvormde tot Ladies Genk) en nummer zes KSK Heist.
De derde in het eindklassement, de B-ploeg van Standard, mocht niet promoveren naar hetzelfde niveau als haar A-ploeg; nummers vier en vijf (Union Saint-Ghislain Tertre-Hautrage en Zulte Waregem) weigerden de promotie naar de Super League.
| Nr. kaart | Stam- nummer | Club                 | Plaats            | Nr. seiz. Super League |
| --------- | ------------ | -------------------- | ----------------- | ---------------------- |
| 1         | 35           | RSC Anderlecht       | Anderlecht        | 1                      |
| 2         | 8238         | Ladies Genk          | Genk              | 1                      |
| 3         | 7            | AA Gent Ladies       | Gent              | 1                      |
| 4         | 2948         | KSK Heist            | Heist-op-den-Berg | 1                      |
| 5         | 30           | K Lierse SK          | Lier              | 1                      |
| 6         | 16           | R. Standard de Liège | Luik              | 1                      |
| 7         | 6142         | Oud-Heverlee Leuven  | Leuven            | 1                      |
| 8         | 9527         | DVC Eva's Tienen     | Tienen            | 1                      |

### Personen
| Nr. | Club                | Plaats            | Stadion                           | Capac. | Trainer         | Vorige trainers seizoen 2015/16 | Aanvoerder |
| --- | ------------------- | ----------------- | --------------------------------- | ------ | --------------- | ------------------------------- | ---------- |
| 1   | RSC Anderlecht      | Anderlecht        | RSCA Football Academy             |        | Filip De Winne  |                                 |            |
| 2   | Ladies Genk         | Genk              | Turkse Rangers                    |        | Benny Lemmens   |                                 |            |
| 3   | AA Gent Ladies      | Gent              | PGB-stadion                       | 2,500  | Frederik Claeys |                                 |            |
| 4   | KSK Heist           | Heist-op-den-Berg | Gemeentelijk Sportcentrum         | 7.000  | Vic Crabbe      |                                 |            |
| 5   | K Lierse SK         | Lier              | Herman Vanderpoortenstadion(Lisp) | 14.538 | Alex Dierckx    |                                 |            |
| 6   | R.Standard de Liège | Luik              | Complexe Standard de Liège        |        | Patrick Wachel  |                                 |            |
| 7   | Oud-Heverlee Leuven | Leuven            | Gemeentelijk Stadion              |        | Patrick Merckx  |                                 |            |
| 8   | DVC Eva's Tienen    | Tienen            | Sint-Barbaracomplex               |        | Hans Bergans    |                                 |            |

## Uitslagen
|                      | AND | GNK | GNT | HEI | LIE | LUI | OHL  | TIE |
| -------------------- | --- | --- | --- | --- | --- | --- | ---- | --- |
| RSC Anderlecht       |     | 2-0 | 2-0 | 0-0 | 3-0 | 2-1 | 3-0  | 5-0 |
| Ladies Genk          | 0-1 |     | 4-2 | 1-0 | 1-2 | 0-4 | 3-0  | 1-0 |
| AA Gent Ladies       | 0-1 | 4-1 |     | 1-2 | 1-1 | 0-2 | 4-0  | 2-0 |
| KSK Heist            | 1-2 | 0-3 | 0-2 |     | 0-5 | 0-1 | 1-0  | 1-1 |
| K Lierse SK          | 1-0 | 1-0 | 0-0 | 2-0 |     | 1-1 | 2-0  | 4-0 |
| R. Standard de Liège | 1-2 | 4-0 | 1-3 | 6-1 | 1-1 |     | 15-0 | 5-0 |
| Oud-Heverlee Leuven  | 0-6 | 0-3 | 0-1 | 1-0 | 0-7 | 1-9 |      | 0-2 |
| DVC Eva's Tienen     | 0-0 | 1-0 | 2-3 | 2-2 | 0-3 | 1-4 | 3-0  |     |

### Klassement Reguliere competitie
|  |   |                      | P  | W  | G | V  | +  | -  | DS  | Ptn |
|  | - | -------------------- | -- | -- | - | -- | -- | -- | --- | --- |
|  | 1 | RSC Anderlecht       | 14 | 11 | 2 | 1  | 29 | 4  | 25  | 35  |
|  | 2 | K Lierse SK          | 14 | 9  | 4 | 1  | 30 | 7  | 23  | 31  |
|  | 3 | R. Standard de Liège | 14 | 9  | 2 | 3  | 55 | 12 | 43  | 29  |
|  | 4 | AA Gent Ladies       | 14 | 7  | 2 | 5  | 23 | 16 | 7   | 23  |
|  | 5 | Ladies Genk          | 14 | 6  | 0 | 8  | 17 | 21 | -4  | 18  |
|  | 6 | DVC Eva's Tienen     | 14 | 3  | 3 | 8  | 12 | 30 | -18 | 12  |
|  | 7 | KSK Heist            | 14 | 2  | 3 | 9  | 8  | 27 | -19 | 9   |
|  | 8 | Oud-Heverlee Leuven  | 14 | 1  | 0 | 13 | 2  | 59 | -57 | 3   |

P: wedstrijden gespeeld, W: wedstrijden gewonnen, G: gelijke spelen, V: wedstrijden verloren, +: gescoorde doelpunten, -: doelpunten tegen, DS: doelsaldo, Ptn: totaal punten
K: kampioen, D: degradeert, E: eindronde

### Play-off 1
De eerste 4 van de reguliere competitie zullen strijden voor de titel.
|  |   |                      | P | W | G | V | +  | -  | DS | Ptn |
|  | - | -------------------- | - | - | - | - | -- | -- | -- | --- |
|  | 1 | R. Standard de Liège | 6 | 5 | 1 | 0 | 13 | 4  | 9  | 31  |
|  | 2 | K. Lierse SK         | 6 | 3 | 0 | 3 | 12 | 9  | 3  | 25  |
|  | 3 | RSC Anderlecht       | 6 | 0 | 3 | 3 | 5  | 13 | -8 | 21  |
|  | 4 | AA Gent Ladies       | 6 | 1 | 2 | 3 | 6  | 10 | -4 | 17  |

P: wedstrijden gespeeld, W: wedstrijden gewonnen, G: gelijke spelen, V: wedstrijden verloren, +: gescoorde doelpunten, -: doelpunten tegen, DS: doelsaldo, Ptn: totaal punten
K: kampioen, D: degradeert, E: eindronde
|                      | AND   | STA   | LIE   | AAG   |
| -------------------- | ----- | ----- | ----- | ----- |
| RSC Anderlecht       |       | 0 - 2 | 1 - 2 | 0 - 0 |
| R. Standard de Liège | 1 - 1 |       | 2 - 1 | 3 - 1 |
| K. Lierse SK         | 6 - 1 | 0 - 3 |       | 3 - 1 |
| AA Gent Ladies       | 1 - 1 | 1 - 2 | 1 - 0 |       |

### Play-off 2
De laatste 4 van de reguliere competitie zullen vechten tegen degradatie. Er zal slechts een enkele daler zijn, op voorwaarde dat de club die op de eerste plaats eindigt in 1e nationale afdeling (de afdeling net onder de Super League Vrouwenvoetbal) haar licentie verkrijgt.
|  |   |                     | P | W | G | V | +  | -  | DS  | Ptn |
|  | - | ------------------- | - | - | - | - | -- | -- | --- | --- |
|  | 1 | DVC Eva's Tienen    | 6 | 5 | 0 | 1 | 17 | 9  | 8   | 21  |
|  | 2 | KSK Heist           | 6 | 3 | 2 | 1 | 10 | 5  | 5   | 16  |
|  | 3 | Ladies Genk         | 6 | 2 | 1 | 3 | 9  | 9  | 0   | 16  |
|  | 4 | Oud-Heverlee Leuven | 6 | 0 | 1 | 5 | 3  | 16 | -13 | 3   |

P: wedstrijden gespeeld, W: wedstrijden gewonnen, G: gelijke spelen, V: wedstrijden verloren, +: gescoorde doelpunten, -: doelpunten tegen, DS: doelsaldo, Ptn: totaal punten
K: kampioen, D: degradeert, E: eindronde
|                     | GEN   | TIE   | HEI   | LEU   |
| ------------------- | ----- | ----- | ----- | ----- |
| Ladies Genk         |       | 0 - 1 | 1 - 1 | 4 - 0 |
| DVC Eva's Tienen    | 5 - 1 |       | 2 - 5 | 4 - 0 |
| KSK Heist           | 1 - 0 | 1 - 2 |       | 2 - 0 |
| Oud-Heverlee Leuven | 1 - 3 | 2 - 3 | 1 - 1 |       |